# Kristianstens fästning

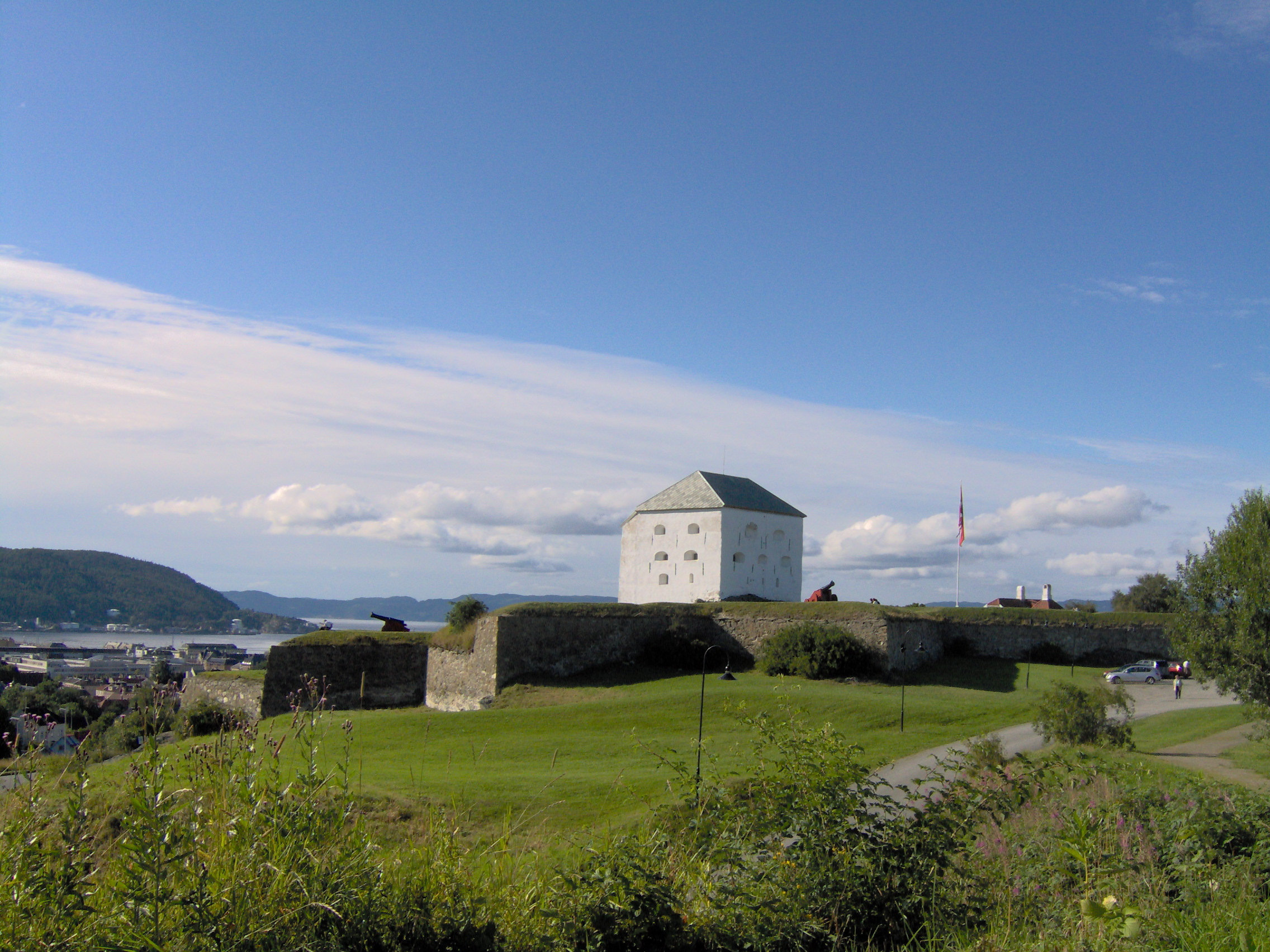
Kristiansten fästning.

Kristianstens fästning är en fästningsbyggnad inne i Trondheim i Norge uppförd efter stadsbranden 1681 under åren 1682 till 1684 där uppbyggnaden samordnades med återuppbyggnaden av staden. Fästningen skulle enligt kungsorder ha en symmetrisk stjärnform men på grund av den kuperade terrängen fick den en oregelbunden niotandad utformning.
Enda gången fästningen har varit i strid var 1718 när general Armfeldt angrep som en del i Karl XII:s försök att erövra Norge, men Armfeldt slogs tillbaka. Platsen har inte fungerat som fästning sedan 1816 då Karl XIV Johan lade ner den, förutom under den tyska ockupationen 1941-1945 då ett 30-tal norska motståndsmän samt ett okänt antal andra av annan nationalitet avrättades där. Under perioden 1816 till 1940 var fästningens främsta funktion att dess kanoner skulle varna Trondheimsborna vid bränder. Under början av 1900-talet efter unionsupplösningen 1905 användes fästningen som militärt övningsläger samt som förråd av bland annat ammunition och 1923 inträffade en kraftig explosion i området. 
Efter andra världskriget användes fästningen som förvarings- och även avrättningsplats norska krigsförbrytare. Både Henry Rinnan, ledare för Rinnanligan och gestapochefen Gerhard Flesch avrättades på fästningen 1947 respektive 1948. Därefter har fästningen framför allt fungerat som museum och en renovering i detta syfte genomfördes 1997 under staden Trondheims 1000-årsjubileum.
Kristiansten festning är en av Norges 14 nationella fästningar och fredades av Riksantikvaren år 2014.